# Chudý vrch
Chudý vrch (434 m n. m., německy Stolleberg) je vrch v okrese Česká Lípa Libereckého kraje. Leží asi 1,8 km jihozápadně od města Cvikov na jeho katastrálním území.

## Popis vrchu
Je to suk ve tvaru nesouměrné kupy mírně protažené ve směru SSZ–JJV. Je tvořený pronikem čedičovité horniny vypreparované z okolní plošiny (ukloněná k jihovýchodu) ze svrchnokřídových křemenných pískovců a vápnitých jílovců. Vrchol je porušen malým kamenolomem. Vrch zcela pokrývá smíšený les.
Chudý vrch leží na severovýchodním konci linie tří vrchů. Směrem na jihozápad pokračuje linie vrchy Strážný (492 m n. m.) a Pomahačův vrch (373 m n. m.). 1 km na SSV leží vrch Hrouda (452 m n. m.).

## Geomorfologické zařazení
Vrch náleží do celku Ralská pahorkatina, podcelku Zákupská pahorkatina, okrsku Cvikovská pahorkatina, podokrsku Sloupská vrchovina a Svojkovské části.

## Přístup
Automobilem se dá nejblíže přijet k silnici Cvikov – Sloup v Čechách východně od vrchu, přesněji např. k hřbitovu a průmyslovému areálu. Odtud ze silnice uhýbají modrá  a žlutá  turistická stezka k rozcestí U posedu severně od vrchu. Zde se obě stezky rozdělují. Modrá stezka vede sedlem mezi Chudým vrchem a Hroudu do krátkého a strmého Údolí vzdechů, jenž se kolmo napojuje na Údolí samoty s Dobranovským potokem a žlutá stezka obchází Chudý vrch ze západu a sedlem mezi ním a vrchem Strážným vede na vzdálenější vrch Ortel na jihovýchodě. Na vrchol vede síť lesních cest, ale žádná až na vrchol.